# Bí thư Tỉnh ủy (phim truyền hình Trung Quốc)
Bí thư tỉnh ủy (tiếng Trung: 省委書記 / Tỉnh ủy thư ký) là bộ phim chính luận do Đài Truyền hình Trung ương Trung Quốc sản xuất tháng 7 năm 2002.

## Lịch sử
Chủ đề của bộ phim đi sâu vào sự lãnh đạo của Đảng Cộng sản Trung Quốc với những nhân vật lãnh đạo kiểu mới, không hề công thức, không hề cứng nhắc, mà ngược lại họ là những con người bình thường và cũng từng có những sai lầm.

## Nội dung
Nội dung phim nói về vị Bí thư Tỉnh ủy thời kỳ đất nước Trung Hoa chuyển đổi từ nền kinh tế tập trung bao cấp sang nền kinh tế thị trường, ông Bí thư Cống Khai Thần - nhân vật chính của phim - đã phải đối diện bao vấn đề cực kỳ phức tạp như: cải cách bộ máy tổ chức cán bộ trong các doanh nghiệp, người lao động mất việc phải giảm biên chế; quá trình thực hiện cổ phần hóa doanh nghiệp nhà nước để các doanh nghiệp này trở thành những đơn vị kinh doanh độc lập, nhanh chóng hội nhập với thị trường, mở nhiều cơ hội làm ăn với quốc tế; cả vấn đề an sinh trật tự xã hội, xây dựng cơ sở hạ tầng cho thành phố Đại Sơn Tử. Đồng thời còn phải đối mặt với những quan điểm nóng vội, lệch lạc, cục bộ, bản vị, địa phương của những nhân vật lãnh đạo khác; vấn đề nhìn nhận con người, đào tạo nhân tài và đặt họ vào đúng vị trí thích hợp.
Bộ phim không đi sâu vào một cốt truyện cụ thể hay một sự việc liên tục mà tập trung xây dựng phong cách làm việc, tư duy kinh tế, tư duy chính trị của vị Bí thư Tỉnh ủy Cống Khai Thần và các nhân vật dưới quyền, cùng những con người của nhân vật trong thời kỳ mở cửa của Trung Quốc như: Mã Dương, Cống Chí Hoà, Tu Tiểu Mi, Cống Chí Bình,...

## Kĩ thuật

### Sản xuất
- Kịch bản: Lục Thiên Minh
- Đạo diễn: Tô Chu

### Diễn xuất
Đỗ Vũ Lộ (vai Cống Khai Thần), Vu Cương (vai Mã Dương), Lưu Chi Băng, Trương Quốc Dân, Triệu Quân, Ngô Miện.